# Rothenbergen
Rothenbergen ist der einwohnerstärkste Ortsteil der Gemeinde Gründau im hessischen Main-Kinzig-Kreis.

## Geographie

### Geographische Lage
Der Ort liegt im Büdingen-Meerholzer Hügelland (Haupteinheit 233, früher Ronneburger Hügelland, im Nordostteil des Rhein-Main-Tieflandes, Haupteinheitengruppe 23), nach der naturräumlichen Gliederung Hessens, einer gehölz- bzw. waldreichen Kulturlandschaft. Die Gemarkung des Ortsteils umfasst 571 ha (1949 waren davon 296 ha Ackerland).
Am südlichen Ortsrand führt die Bundesautobahn 66 (A 66 von Wiesbaden über Frankfurt am Main und Hanau bis zum Dreieck Fulda mit Anschlussstelle „Gründau-Rothenbergen“); die frühere Bundesstraße 40 mit Ortsdurchfahrt ist jetzt Kreisstraße (K 903).
Rothenbergen hat keinen Bahnanschluss, der Ortsteil ist jedoch durch die 1915 über die Kinzig gebaute Neue Brücke (vorher war dort nur ein kleiner Holzsteg für Fußgänger) über die 1896 eingerichtete Bahnstation Niedermittlau in der südlichen Nachbargemeinde Hasselroth mit der Bahn auf der Strecke Frankfurt(Main)–Hanau–Fulda gut zu erreichen.

### Geologie und Naturraum
Die aus Lössauflagen und aus Letten des Rotliegenden entstandenen Böden sind die Grundlage einer ertragreichen Landwirtschaft. Nur die nördlich des Kinzigtals gelegene Hochfläche gehört zur Gemarkung, sie setzt sich aus einem Nordost-Südwest-verlaufenden Bergrücken und einem flachwelligen Gebiet nach Westen hin zusammen. Eine ökologische Sonderstellung nimmt das südlich der Hochfläche liegende Gelnhäuser Kinzigtal ein, in welchem Hochwässer häufig sind. Die Kinzig durchfließt die Gemarkung in einem weiten flachen Muldental in 130 bis 110 m ü. NN. Die Wälder der Gemarkung bestehen zum großen Teil aus Buchenwald. Die Niederungen der Kinzig werden als Grünland genutzt, der weitere Teil der Landschaft als Ackerland. Wertvolle Biotope der Landschaft sind Gehölze des Offenlandes, Streuobst und naturnahe Fließgewässer mit angrenzenden Feuchtbiotopen.

### Nachbargemarkungen
Im Norden grenzt Rothenbergen an die Gemarkung des Gründauer Ortsteils Niedergründau, im Osten an die des Ortsteils Lieblos, im Süden an die des Stadtteils Meerholz der Stadt Gelnhausen, des Ortsteils Niedermittlau und Neuenhaßlau der Gemeinde Hasselroth und im Westen an die Gemarkung der Stadt Langenselbold.

## Geschichte

### Vorgeschichte
Auf eine frühe Besiedlung lassen etliche Funde schließen: Unterhalb des Hühnerbergs (Steilabfall zur Kinzig hin) sind Steingeräte aus der Jungsteinzeit und Reste einer Siedlung aus der Zeit der Bandkeramik, der Rössener und der Michelsberger Kultur und der Hallstatt- und Frühlatènezeit in den Fluren Vor der Lohe, Beim Kühborn, Wellesborn, Beune, Vor dem Scheiblingsgraben und Vor dem Niederwald gefunden worden. Von oberhalb des Ortes (bereits in der heutigen Gemarkung Niedergründau gelegen) stammen die Funde eines Steinbeils und zweier Steinäxte und östlich von dem Ort (in der heutigen Gemarkung Lieblos) weitere zwei Steinbeile.

### Mittelalter

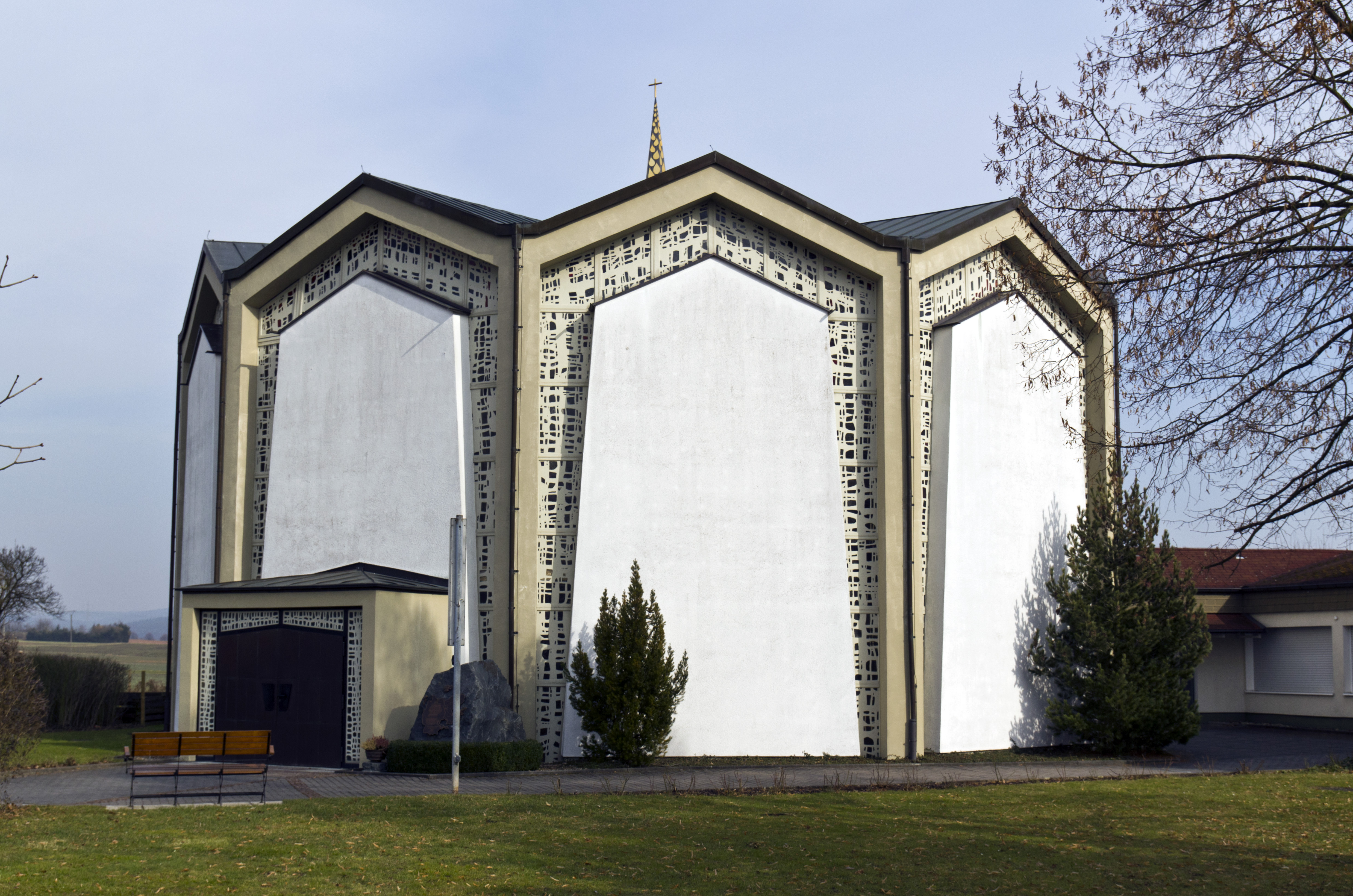
Rothenbergen Christkönigkirche

Erstmals erwähnt wurde der Ort im Jahre 1220. Damals wurde der Ort Rodinberch genannt. Dieser Ortsname bedeutet Rodung am Berg. Mitten im Ort steht der „Schiefersteinhof“, ein altes königliches Hofgut.

### Wirtschaftschronik
Ein Zustandsbericht über die örtlichen Gegebenheiten in der ersten Hälfte des 19. Jahrhunderts ist einer statistischen Erhebung von 1856 zu entnehmen: Danach gab es in dem Ort nach der Volkszählung 587 Seelen in 114 Familien, davon waren 572 evangelisch und 2 katholisch, Juden waren 13 in 3 Familien; insgesamt waren 98 Wohnhäuser, 20 private und 3 öffentliche Brunnen sowie ein Feuerlöschteich vorhanden. Der Lohn eines Ackerknechts betrug jährlich 30 bis 60 fl. (ca. 402 bis ca. 802 Euro), der Lohn einer Magd (jährlich) 20 bis 40 fl. (ca. 268 bis 536 Euro).
Im eher bäuerlich geprägten Dorf des 19. und der ersten Hälfte des 20. Jahrhunderts hatte das landwirtschaftliche Absatz- und Kreditwesen eine große Bedeutung:

7. August 1898 Gründung des Rothenberger Spar- und Darlehenskassenvereins

1. November 1949 Umbenennung des Rothenberger Spar- und Darlehenskassenvereins in Raiffeisenkasse Rothenbergen

28. Juni 1963 Zusammenschluss der Raiffeisenkasse Rothenbergen und Raiffeisenkasse Lieblos zur Raiffeisenkasse Lieblos

29. März 1972 Zusammenschluss der Raiffeisenkasse Lieblos und Meerholz zur Raiffeisenbank Mittlere Kinzig

11. Mai 1990 Umbenennung der Raiffeisenbank Mittlere Kinzig in Raiffeisenbank Gelnhausen

13. September 2001 Zusammenschluss der Raiffeisenbank Gelnhausen und der VR Bank Bad Orb-Gelnhausen unter der Firma VR Bank Bad Orb-Gelnhausen eG
Ab 1920 gab es in dem Ort elektrisches Licht; die Versorgung mit elektrischer Energie erfolgte von der Kinzigmühle in Lieblos aus (Wasserkraft), deren Turbinen heute noch für die Stromerzeugung genutzt werden.

### Fliegerhorst Gelnhausen-Rothenbergen
Vor und während des Zweiten Weltkrieges (1936–1945) bestand am südlichen Ortsrand ein Militärflugplatz (Fliegerhorst) und das schwere Funkfeuer Otto 599 kHz (eine Bodenanlage zur Luftverteidigung des Deutschen Reiches).
Vom Bahnhof Lieblos der Lahn-Kinzig-Bahn zweigte früher ein Gleis zu dem 1936 errichteten Fliegerhorst ab, das nach dem Zweiten Weltkrieg für das Industriegebiet in Rothenbergen (StEG – Staatliche Erfassungsgesellschaft, WIBAU u. a.) genutzt wurde; es ist mittlerweile stillgelegt und teilweise überbaut worden.
Am 1. April 1949 nahm die WIBAU (Westdeutsche Industrie- und Straßenbaumaschinen GmbH) mit vier Mitarbeitern ihren Betrieb auf. Chef und Gründer des in den folgenden Jahren größten Industriebetriebes im Kreis Gelnhausen war Dipl.-Ing. K. H. Matthias. Das Unternehmen ist nach Eigentümerwechseln ab 1980 mit der IBH-Holding spektakulär untergegangen.

### Hessische Gebietsreform
Im Zuge der Gebietsreform in Hessen kam die Gemeinde Rothenbergen mit Wirkung vom 1. August 1972 kraft Landesgesetz als Ortsteil zur Gemeinde Gründau. Für Rothenbergen wurde, wie für alle eingegliederten Gemeinden von Gründau, ein Ortsbezirk errichtet.

### Verwaltungsgeschichte im Überblick
Die folgende Liste zeigt die Staaten und Verwaltungseinheiten, denen Rothenbergen angehört(e):
- vor 1806: Heiliges Römisches Reich, Grafschaft Ysenburg-Büdingen-Meerholz, Gericht Lieblos
- ab 1806: Fürstentum Isenburg (Rheinbund),[Anm. 2] Gericht Lieblos
- ab 1812: Generalgouvernement Frankfurt,[Anm. 3] Gericht Lieblos
- ab 1815: Kaisertum Österreich,[Anm. 4] Gericht Lieblos
- ab 1816: Kurfürstentum Hessen,[Anm. 5] Gericht Lieblos
- ab 1821: Kurfürstentum Hessen, Kreis Gelnhausen[Anm. 6]
- ab 1848: Kurfürstentum Hessen, Bezirk Hanau
- ab 1851: Kurfürstentum Hessen, Kreis Gelnhausen
- ab 1867: Königreich Preußen,[Anm. 7] Provinz Hessen-Nassau, Regierungsbezirk Kassel, Kreis Gelnhausen
- ab 1871: Deutsches Reich, Königreich Preußen, Provinz Hessen-Nassau, Regierungsbezirk Kassel, Kreis Gelnhausen
- ab 1918: Deutsches Reich,[Anm. 8] Freistaat Preußen, Provinz Hessen-Nassau, Regierungsbezirk Kassel, Kreis Gelnhausen
- ab 1944: Deutsches Reich, Freistaat Preußen, Provinz Kurhessen, Landkreis Gelnhausen
- ab 1945: Amerikanische Besatzungszone,[Anm. 9] Groß-Hessen, Regierungsbezirk Wiesbaden, Landkreis Gelnhausen
- ab 1946: Amerikanische Besatzungszone, Hessen, Regierungsbezirk Wiesbaden, Landkreis Gelnhausen
- ab 1949: Bundesrepublik Deutschland, Hessen, Regierungsbezirk Wiesbaden, Landkreis Gelnhausen
- ab 1968: Bundesrepublik Deutschland, Hessen, Regierungsbezirk Darmstadt, Landkreis Gelnhausen
- ab 1972: Bundesrepublik Deutschland, Hessen, Regierungsbezirk Darmstadt, Landkreis Gelnhausen, Gemeinde Gründau
- ab 1974: Bundesrepublik Deutschland, Hessen, Regierungsbezirk Darmstadt, Main-Kinzig-Kreis, Gemeinde Gründau

## Bevölkerung
Einwohnerstruktur 2011
Nach den Erhebungen des Zensus 2011 lebten am Stichtag dem 9. Mai 2011 in Rothenbergen 3804 Einwohner. Darunter waren 201 (5,3 %) Ausländer. Nach dem Lebensalter waren 660 Einwohner unter 18 Jahren, 1644 zwischen 18 und 49, 819 zwischen 50 und 64 und 681 Einwohner waren älter. Die Einwohner lebten in 1602 Haushalten. Davon waren 432 Singlehaushalte, 510 Paare ohne Kinder und 525 Paare mit Kindern, sowie 114 Alleinerziehende und 24 Wohngemeinschaften. In 294 Haushalten lebten ausschließlich Senioren und in 1119 Haushaltungen lebten keine Senioren.
Einwohnerentwicklung
| Rothenbergen: Einwohnerzahlen von 1834 bis 2020 | Rothenbergen: Einwohnerzahlen von 1834 bis 2020 | Rothenbergen: Einwohnerzahlen von 1834 bis 2020 | Rothenbergen: Einwohnerzahlen von 1834 bis 2020 | Rothenbergen: Einwohnerzahlen von 1834 bis 2020 |
| --- | ----------------------------------------------- | ----------------------------------------------- | ----------------------------------------------- | ----------------------------------------------- |
| Jahr |                                                 |                                                 |                                                 | Einwohner                                       |
| 1834 | 1834                                            |                                                 | 624                                             | 624                                             |
| 1840 | 1840                                            |                                                 | 597                                             | 597                                             |
| 1846 | 1846                                            |                                                 | 623                                             | 623                                             |
| 1852 | 1852                                            |                                                 | 564                                             | 564                                             |
| 1858 | 1858                                            |                                                 | 561                                             | 561                                             |
| 1864 | 1864                                            |                                                 | 591                                             | 591                                             |
| 1871 | 1871                                            |                                                 | 597                                             | 597                                             |
| 1875 | 1875                                            |                                                 | 575                                             | 575                                             |
| 1885 | 1885                                            |                                                 | 575                                             | 575                                             |
| 1895 | 1895                                            |                                                 | 599                                             | 599                                             |
| 1905 | 1905                                            |                                                 | 691                                             | 691                                             |
| 1910 | 1910                                            |                                                 | 746                                             | 746                                             |
| 1925 | 1925                                            |                                                 | 803                                             | 803                                             |
| 1939 | 1939                                            |                                                 | 1.009                                           | 1.009                                           |
| 1946 | 1946                                            |                                                 | 1.266                                           | 1.266                                           |
| 1950 | 1950                                            |                                                 | 1.484                                           | 1.484                                           |
| 1956 | 1956                                            |                                                 | 1.611                                           | 1.611                                           |
| 1961 | 1961                                            |                                                 | 1.685                                           | 1.685                                           |
| 1967 | 1967                                            |                                                 | 1.940                                           | 1.940                                           |
| 1972 | 1972                                            |                                                 | 2.075                                           | 2.075                                           |
| 1980 | 1980                                            |                                                 | ?                                               | ?                                               |
| 1990 | 1990                                            |                                                 | ?                                               | ?                                               |
| 2000 | 2000                                            |                                                 | ?                                               | ?                                               |
| 2011 | 2011                                            |                                                 | 3.804                                           | 3.804                                           |
| 2015 | 2015                                            |                                                 | 3.804                                           | 3.804                                           |
| 2020 | 2020                                            |                                                 | 3.924                                           | 3.924                                           |
| Datenquelle: Historisches Gemeindeverzeichnis für Hessen: Die Bevölkerung der Gemeinden 1834 bis 1967. Wiesbaden: Hessisches Statistisches Landesamt, 1968. Weitere Quellen: LAGIS; Gemeinde Gründau; Zensus 2011 |                                                 |                                                 |                                                 |                                                 |

 Historische Religionszugehörigkeit
| • 1885: | 571 evangelische (= 99,30 %), 4 katholischer (= 0,70 %) Einwohner    |
| • 1961: | 1351 evangelische (= 80,18 %), 305 katholische (= 18,10 %) Einwohner |

## Religion
Seit dem 17. Dezember 1967 hat der Ort eine eigene evangelische Kirche, ein Klinkerbau mit einem grauen Kirchturm. Er gehört aber nach wie vor zur Kirchengemeinde Auf dem Berg (Bergkirche) im Nachbarort Niedergründau.
In Rothenbergen steht die katholische Christkönigkirche. Baubeginn war im Herbst 1963, die Weihe am 11. Juli 1965 (durch Bischof Adolf Bolte, Fulda); die Kirche (280 Plätze) hat die Form einer Krone und großflächig bunte Glasfenster, ein Jugendheim und die Wohnung für den Geistlichen.
2012 feierte die Methodistengemeinde ihr hundertjähriges Bestehen. 1970 wurde ein neues Kirchengebäude errichtet.

## Kulturdenkmäler
Siehe: Liste der Kulturdenkmäler in Gründau-Rothenbergen.